# Ягелло, Иван Дионисиевич
Иван Дионисиевич Ягелло (1865 — 31 августа 1942) — русский военный востоковед, лингвист и педагог, полковник. Из дворян Эстляндской губернии, сын штабс-капитана.

## Биография
Родился 25 июня (7 июля) 1865 года. Образование получил в Псковском кадетском корпусе, 2-м военном Константиновском училище. Затем окончил с серебряной медалью Санкт-Петербургский археологический институт.
Из училища вышел в 36-ю артиллерийскую бригаду (1886), переведён в Осовецкую крепостную артиллерию (февраль 1891), командирован в Вильно для сдачи экзамена для поступления на офицерские курсы восточных языков при Азиатском департаменте МИД (июнь 1891). Выдержал экзамены, но «за неимением вакансии» вернулся к месту службы (сентябрь 1891).
Вновь командирован в Санкт-Петербург для сдачи экзамена для поступления на курсы восточных языков при Азиатском департаменте МИД, зачислен на курсы (сентябрь 1892), по окончании курсов командирован в Ташкент в распоряжение командующего войсками Туркестанского военного округа (май 1895).
Штабс-капитан (июнь 1895), командировался во Францию для изучения языка индустани (урду)(сентябрь 1895), в распоряжении штаба войск Закаспийской области (ноябрь 1897), капитан (1899), подполковник (1904), и. д. младшего штаб-офицера (февраль 1908), старшего офицера при Туркестанском генерал-губернаторе (март 1908), и. д. секретаря Совета Туркестанского генерал-губернатора (июль — ноябрь 1911), и. д. редактора газеты «Туркестанские Ведомости» (июль 1913), помощник управляющего канцелярией Туркестанского генерал-губернатора (август 1914), в распоряжении командующего войсками Туркестанского военного округа (май 1915), начальник Памирского отряда (1914—1917):

«В рапорте от 16 апреля 1916 года начальник Памирского отряда полковник И. Д. Ягелло сообщал: „Ввиду уже начавшегося капитального ремонта Главного Памирского пути, от Хорога через пост памирский до перевала Кизил-Арт, потребно было огромное количество пороха или пироксилина для взрыва скал. Но куда только отряд не обращался, всюду было отказано в высылке того или другого взрывчатого состава. <…> на Памирах полезные ископаемые, удалось найти <…> залежи, очевидно довольно солидные, серы и селитры, но также знатоков и принадлежности для производства пороха. Ввиду этого мной организована разработка и выверка серы и селитры, и производства кустарным способом с помощью таджикских мастеров своего охотничьего и подрывного пороха…“».— 
Участник Первой мировой войны, штаб-офицер 6-го пехотного Либавского полка (июль 1917), временно командующий полком (ноябрь 1917).
После событий октябрьской революции 1917 года вышел с военной службы и поселился в Ярославле. Оставшись без средств к существованию, поступил на военную службу в Красную Армию на должность казначея штаба Ярославского военного округа (май 1918), затем на должность начальника хозяйственного управления Приволжского военного округа (октябрь 1918), после чего переведён на службу в Западно-Сибирский военный округ на должность начальника административно-хозяйственного отдела штаба округа (январь 1920).
В распоряжении штаба Туркестанского военного округа (июнь 1920), редактор военно-географического отделения военно-научного управления штаба Туркестанского фронта (август 1920), начальник Высшей военной школой востоковедения  (сентябрь 1920), штатный преподаватель курсов (ноябрь 1924), главрук объединённой комиссии по языкам (март 1925).
В июне 1929 года был уволен из РККА по болезни, переехал из Ташкента в Тамбов к дочери.
В 1930 году вместе с семьёй переехал в Москву, куда был приглашен в качестве преподавателя языка урду (хиндустани) на Восточном факультете Военной академии РККА им. М. В. Фрунзе (1930—1933).
С 1933 года и до кончины занимался научной работой, а также много переводил. Скончался 31 августа 1942 года в Москве.
Брат — Павел Дионисиевич Ягелло (1868 — 30 сентября 1943, Париж), полковник артиллерии.

## Труды
- Сведения, касающиеся стран, сопредельных с Туркестанским военным округом. Ташкент, 1898-1906.
- Индустани-русский словарь / Кап. Ягелло. СПб: Воен.-учен. ком. Гл. штаба, 1902.
- Практическая грамматика языка индустани (урду) : Изд. с содействия Воен.-учен. ком. Гл. штаба / Кап. Ягелло. Ташкент: Тип. Штаба Туркест. воен. окр., 1902.
- Сборник материалов по вопросу об изучении туземных языков служащими по военно-народному управлению Туркестанского края / Под ред. подполк. И.Д. Ягелло. - Ташкент: Тип. при Канц. турк[естан]. ген.-губернатора, 1905.
- Персидский (фарсидский) переводчик : С перс.-рус. и рус.-перс. слов. / Сост. подполк. И. Ягелло. Ташкент: Тип. Штаба Турк. воен. окр., 1907.
- Полный персидско-арабско-русский словарь : (Сост. 1 ч. индустан.-рус. слов.) / Сост. полк. И.Д. Ягелло с содействия Штаба Туркест. воен. окр. Ташкент, 1910.
- Высшая военная школа востоковедения (в Ташкенте) // Новый Восток. Кн. 4. М., 1922.

### Комментарии
1. ↑  «Открылась первая русско-туземная школа для коренных жителей, значительную помощь школе проявляли А. Муханов, Г. Шпилько и И. Ягелло, влияла на культурное значение, помогала теснейшему взаимопониманию русских пограничников с народами Памира»[1].
2. ↑  «В докладе от 14 сентября 1912 года заведующий школой восточных языков при штабе Туркестанского военного округа И. Ягелло писал, что во время его командировки на Памир 7 июля 1912 года был организован экзамен учеников Хорогской школы: „…на должность заведующего Хорогским русско-туземным училищем с 2 октября сего года назначен учитель Янги-Базарского русско-туземного училища Мощенко, который должен немедленно отправится к месту своего нового назначения и явиться в город Ош к И. Д. Ягелло для совместного следования с ним в Хорог“»[1].